# BEGINNING (竹内まりやのアルバム)
『BEGINNING』（ビギニング）は、竹内まりやの1作目のオリジナル・アルバム。RCA（現・ソニー・ミュージックレーベルズ）より発売された。

## 概要
1978年にリリースされた竹内まりやのデビュー・アルバムで、1stシングル「戻っておいで・私の時間」と同時発売された。作家陣には加藤和彦、安井かずみ、竜真知子、林哲司、大貫妙子、杉真理、細野晴臣、高橋幸宏、山下達郎などが顔を揃えている。レコーディングは日本とアメリカ・ロサンゼルスで行われ、こちらも日米の一流ミュージシャンが参加している。
後にシンガー・ソングライターとして活動する竹内であるが、デビュー当初は自身が作詞・作曲した楽曲よりも他人から提供された曲を歌うことが多く、本作もほぼ提供曲で構成されている。

## 背景
当時慶応義塾大学の現役の学生だった竹内は、軽音楽サークル ″リアル・マッコイズ″ に所属し先輩である杉真理のバンドで歌っていたところ、音楽関係者の目に留まり、同年に発売された企画オムニバス・アルバム『LOFT SESSIONS Vol.1』に“竹内マリヤ”名義でボーカリストの一人として参加することとなる。元々竹内はプロの音楽家になる気はまったく無く、当アルバムには完全にアルバイト感覚で参加しており、大学卒業後は出版社もしくは旅行会社に就職したいと考えていたという。また海外のミュージシャンにインタビューしたいという夢もあり、旅行会社で添乗員として世界中を旅することにも憧れがあったことから、旅行業務に関する国家試験を受けるための資料を取り寄せたこともあったという。デビュー前に少しだけ曲を書いてはいたものの、本作では基本的に他の作家から楽曲提供を受けて自分なりの世界を作って行くシンガーとして、音楽家の道へと足を踏み入れている。

## アートワーク、パッケージ
アルバムの帯には以下のキャッチコピーが記載されている。

## 収録曲

### LP / CT
| #  | タイトル                       | 作詞         | 作曲     | 編曲     | 時間 |
| -- | ------------------------------ | ------------ | -------- | -------- | ---- |
| 1. | 「グッドバイ・サマーブリーズ」 | 竜真知子     | 林哲司   | Al Capps | 4:18 |
| 2. | 「戻っておいで・私の時間」     | 安井かずみ   | 加藤和彦 | 瀬尾一三 | 3:29 |
| 3. | 「夏の恋人」                   | 山下達郎     | 山下達郎 | Al Capps | 3:22 |
| 4. | 「輝くスターリー・ナイト」     | 高橋ユキヒロ | 細野晴臣 | Al Capps | 3:27 |
| 5. | 「目覚め (Waking Up Alone)」   | 松山猛       | 杉真理   | Al Capps | 3:07 |

| #         | タイトル                                 | 作詞       | 作曲       | 編曲      | 時間  |
| --------- | ---------------------------------------- | ---------- | ---------- | --------- | ----- |
| 1.        | 「ジャスト・フレンド」                   | 有馬三恵子 | 告井延隆   | 告井延隆  | 3:31  |
| 2.        | 「突然の贈りもの」                       | 大貫妙子   | 大貫妙子   | 告井延隆  | 5:04  |
| 3.        | 「おかしな二人」                         | 松山猛     | 加藤和彦   | 鈴木茂    | 3:36  |
| 4.        | 「ムーンライト・ホールド・ミー・タイト」 | 有馬三恵子 | 杉真理     | 告井延隆  | 3:21  |
| 5.        | 「サンタモニカ・ハイウェイ」             | 竹内まりや | 告井延隆   | 告井延隆  | 3:10  |
| 6.        | 「すてきなヒットソング (My Hit Songs)」  | 竹内まりや | 竹内まりや | 告井延隆  | 3:49  |
| 合計時間: | 合計時間:                                | 合計時間:  | 合計時間:  | 合計時間: | 40:14 |

## クレジット

### グッドバイ・サマーブリーズ
- electric guitar : Lee Ritenour
- acoustic guitar : Richard Littlefield
- bass : Mike Porcaro
- drums : Jim Keltner
- acoustic piano : John Hobbs
- alt sax solo : Tom Scott
- strings : Gordon Marron group
- background vocals : John Joyce, Jim Haas & Stan Farber

### 戻っておいで・私の時間
- electric guitar : 松木恒秀
- acoustic guitar : 笛吹利明
- bass : 高水健司
- drums : 高橋ユキヒロ
- acoustic piano : 今井裕
- percussion : 直美義徳
- trumpets : 大竹守, 野村毅, 中鳥和夫, 三森一郎
- stirngs : 玉野グループ
- background vocals : ウィルビーズ, 瀬尾一三

### 夏の恋人
- electric guitar : Lee Ritenour
- acoustic guitar : Richard Littlefield
- bass : Mike Porcaro
- drums : Jim Keltner
- electric : piano John Barnes
- percussion : Gary Coleman
- alto sax : Tom Scott
- salt & pepper : Al Capps

### 輝くスターリー・ナイト
- electric guitar : Richard Littlefield
- bass : Mike Porcaro
- drums : Jim Keltner
- acoustic piano : John Barnes
- vibe : Gary Coleman
- trumpet : Buddy Childers
- trombone : Slyde Hyde
- alt sax : Quiman Dennis
- strings : Gordon Marron group
- background vocals : John Joyce, Jim Haas, Stan Farber & Al Capps

### 目覚め (Waking Up Alone)
- electric guitar : Lee Ritenour
- acoustic guitar : Richard Littlefield
- bass : Mike Porcaro
- drums : Jim Keltner
- acoustic piano : Al Capps
- electric piano : John Barnes
- percussion : Gary Coleman
- lyricon solo : Quiman Dennis
- strings : Gordon Marron group
- background vocals : Marc Piscitelli

### ジャスト・フレンド
- electric guitars : 告井延隆, 中野督夫
- acoustic guitar : 告井延隆
- bass : 久田潔
- drums : 野口明彦
- keyboards : 細井豊, 告井延隆
- percussions : 野口明彦, 告井延隆
- background vocals : 告井延隆, 中野督夫

### 突然の贈りもの
- electric guitar & solo : 中野督夫
- acoustic guitar : 告井延隆
- bass : 久田潔
- drums : 野口明彦
- keyboards : 細井豊, 告井延隆

### おかしな二人
- electric guitar : 鈴木茂
- bass : 高橋ゲタ夫
- drums : Robert Brill
- keyboards : 佐藤準
- percussion : 浜口茂外也
- overheim : 渋井博
- strings : トマト

### ムーンライト・ホールド・ミー・タイト
- electric guitar : 中野督夫
- acoustic guitar : 告井延隆
- bass : 久田潔
- drums : 野口明彦
- keyboards : 細井豊
- synthesizer : 告井延隆
- mandlins : 告井延隆
- background vocals : 告井延隆, 中野督夫, 野口明彦, 細井豊

### サンタモニカ・ハイウェイ
- electric guitars : 告井延隆, 中野督夫
- acoustic guitar : 告井延隆
- bass : 久田潔
- drums : 野口明彦
- keyboards : 細井豊, 告井延隆
- percussions : 告井延隆

### すてきなヒットソング (My Hit Songs)
- electric guitars : 告井延隆
- acoustic guitar : 告井延隆
- bass : 久田潔
- drums : 野口明彦
- keyboards : 細井豊, 告井延隆
- background vocals : 竹内まりや, 安部恭弘, ピーター

### スタッフ
- PRODUCED BY : 牧村憲一
- DIRECTED BY : 宮田茂樹
- RECORDING & REMIX ENGINEER : 益本憲之・Marc Piscitelli (1, 3, 4, 5)
- MASTERING ENGINEER : 野見山静夫
- ASSISTANT ENGINEER : 寺田仁・宮沢正裕・Sherry Klein (1, 3, 4, 5)・佐藤康夫・原井祐二
- RECORDING & REMIX STUDIO :
  - L.A.-Larrabee Sound (1, 3, 4, 5)
  - Hakone-Rockwell Studio
  - Tokyo-ONKIO HAUS 2nd・Sound City 1st・Media Studio 1st・AVACO Studio 302・RVC Studio 1st

- ART DIRECTOR : 小川稔
- PHOTOGRAPHER : 中道順詩
- HAIR & MAKE UP : 丸山高平
- MUSICAL CONTRACTOR : 福岡風太・Don Blocker

## 40周年記念リマスター盤

### 概要
2018年11月にデビュー40周年を迎えることを記念してリリースされた、竹内まりやのデビュー・アルバムの40周年記念リマスター盤。2018年11月21日にアリオラ・ジャパンより発売された。規格品番はBVCL 940。
オリジナル盤の収録曲すべてにリマスタリングが施されたほか、同アルバムの収録曲の中から1981年8月25日に中野サンプラザで行われた「MARIYA POPPING TOUR」でのライブ音源3曲と、デビュー・シングル「戻っておいで・私の時間」のオーケストラ・バージョンの計4曲がボーナス・トラックとして収録されている。ブックレットには能地祐子によるライナーノーツを掲載している。
「戻っておいで・私の時間（オーケストラ Ver.）」は2025年リリースのアナログ盤6枚組限定BOXセット『Mariya Takeuchi RCA YEARS Vinyl Box Collection』の ″Special Bonus Disc″ に、2025年最新リマスター&カッティングにて収録。

### 収録曲
| #   | タイトル                                                           | 作詞 | 作曲・編曲 | 時間 |
| --- | ------------------------------------------------------------------ | ---- | ---------- | ---- |
| 1.  | 「グッドバイ・サマーブリーズ」                                     |      |            | 4:18 |
| 2.  | 「戻っておいで・私の時間」                                         |      |            | 3:29 |
| 3.  | 「夏の恋人」                                                       |      |            | 3:20 |
| 4.  | 「輝くスターリー・ナイト」                                         |      |            | 3:26 |
| 5.  | 「目覚め」                                                         |      |            | 3:06 |
| 6.  | 「ジャスト・フレンド」                                             |      |            | 3:30 |
| 7.  | 「突然の贈りもの」                                                 |      |            | 5:03 |
| 8.  | 「おかしな二人」                                                   |      |            | 3:35 |
| 9.  | 「ムーンライト・ホールド・ミー・タイト」                           |      |            | 3:20 |
| 10. | 「サンタモニカ・ハイウェイ」                                       |      |            | 3:09 |
| 11. | 「すてきなヒットソング」                                           |      |            | 3:55 |
| 12. | 「夏の恋人」(LIVE Ver.) (ボーナス・トラック)                       |      |            | 3:25 |
| 13. | 「グッドバイ・サマーブリーズ」(LIVE Ver.) (ボーナス・トラック)     |      |            | 4:41 |
| 14. | 「すてきなヒットソング」(LIVE Ver.) (ボーナス・トラック)           |      |            | 3:04 |
| 15. | 「戻っておいで・私の時間」(オーケストラ Ver.) (ボーナス・トラック) |      |            | 4:28 |

### クレジット
- Bonus Tracks Mix Engineer - Tatsuya Nakamura (PLANET KINGDOM)
- Mastering Engineer - Isao Kikuchi (Warner Music Mastering)

## リリース履歴
| # | 発売日         | レーベル     | 規格 | 品番       | 備考                     |
| - | -------------- | ------------ | ---- | ---------- | ------------------------ |
| 1 | 1978年11月25日 | RCA ⁄ RVC    | LP   | RVL-8036   |                          |
| 1 | 1978年11月25日 | RCA ⁄ RVC    | CT   | RCI-1599   |                          |
| 2 | 1997年6月4日   | RCA ⁄ RVC    | CD   | BVCR-1041  |                          |
| 3 | 1999年5月21日  | Ariola Japan | CD   | BVCK-37012 |                          |
| 4 | 2018年11月21日 | Ariola Japan | CD   | BVCL-940   | 40周年記念リマスター盤。 |